# Mykoła Łukasz
Mykoła Ołeksijowycz Łukasz (ukr. Мико́ла Олексі́йович Лука́ш, ur. 19 grudnia 1919 w Królewcu, URL, zm. 29 sierpnia 1988 w Kijowie) – ukraiński tłumacz, krytyk literacki, leksykograf. Władał ponad 20 językami, z powodzeniem tłumaczył dzieła literackie z szesnastu języków na ukraiński. Czołowy reprezentant tzw. nurtu romantycznego w ukraińskiej literaturze przekładowej. Zwany Mozartem ukraińskiego przekładu. Cała jego twórczość opierała się na dawnej tradycji ojczystego przekładu i była uwarunkowana dramatem ukraińskiej literatury czasów ZSRR w sytuacji skrajnego ucisku i sztucznej izolacji od światowego procesu literackiego. Ten brak wolności Łukasz kompensował swoistą literacką a estetyczną alternatywą, umiejętnie przenosząc na język ukraiński arcydzieła klasyków. Nie bacząc na totalitarny kryzys kultury narodowej, zachowywał ontologiczną, a właściwie artystyczną i estetyczną równowagę między literaturą światową i ukraińską. Szczególną uwagę zwracał na dzieła zmierzające do artystycznego i filozoficznego odzwierciedlenia fundamentalnych zasad światowej kultury.

## Życiorys
Mykoła Łukasz urodził się w Królewcu w rodzinie robotnika Ołeksija Jakowycza i tkaczki Wasyłyny Iwaniwny (z domu Onykijenko) Łukaszów. Ołeksij pochodził z rodu kozackiego, jego ojciec Jakiw Illicz był diakonem, wykładowcą języka cerkiewnosłowiańskiego i regentem (kierownikiem chóru cerkiewnego). Wasyłyna miała kozackich i szlacheckich przodków. Mykoła miał brata Iwana (1918—1943), który jako żołnierz Armii Czerwonej zginął na froncie wojny niemiecko-radzieckiej, i trzy siostry: Hannę Krawczenko, Paraskewę Borysenko, pracownicę fabryki «Metal» w Królewcu, oraz Olhę, nauczycielkę języka ukraińskiego i literatury w szkole średniej w Mościskach.
Mykoła zaczął mówić późno, dopiero w wieku czterech lat, ale dzięki staraniom wuja Dmytra Onykijenki rozwijał się dobrze i wykazywał zdolności lingwistyczne. Jako dziecko nauczył się języka cygańskiego. W 1928 poszedł do królewieckiej szkoły średniej, gdzie wykładowym językiem obcym był niemiecki. Oprócz tego języka opanował jidysz. Nauczył się alfabetu hebrajskiego z nagrobków na miejscowym cmentarzu żydowskim, a dalej praktykował czytanie gazet, w które nauczyciel Żyd zawijał sobie kanapki na przekąskę. Ponad to w ciągu lat szkolnych Mykoła nauczył się czytać i mówić po francusku i angielsku. Pomagał mu w tym brat Iwan. W latach 1936—1937 Mykoła brał udział w działalności królewieckiego stowarzyszenia literackiego młodych LIASMO (ЛІАСМО – Літературна асоціація молодих).
Po ukończeniu szkoły w 1937 wstąpił na wydział historyczny uniwersytetu Kijowskiego. W wolnych chwilach pracował w muzeum teatralnym i w archiwum akt dawnych jako tłumacz dokumentów napisanych po polsku i po łacinie, bo musiał pomagać matce, która znajdowała się w trudnej sytuacji materialnej. Z tego samego powodu w 1939 Mykoła musiał wziąć urlop akademicki i wykładać język niemiecki oraz język ukraiński i literaturę w szkole średniej we wsi Kopaczów (rejon obuchowski, obwód kijowski). W 1940 powrócił na uczelnię i zdał eksternistycznie wszystkie zaległe egzaminy za rok akademicki. 3 października tego roku w audytorium uniwersyteckim wygłosił protest przeciwko zaprowadzeniu płatnego nauczania na uczelniach wyższych. Wskutek tego musiał tłumaczyć się organom bezpieczeństwa, a następnie został wykluczony z komsomołu.
W czerwcu i lipcu 1941, z początkiem wojny niemiecko-radzieckiej, Łukasz razem z innymi studentami przez dwa tygodnie pracował przy budowie linii przeciwpancernych pod Kijowem. Z powodu słabego wzroku i złamanej jeszcze w dzieciństwie nogi nie podlegał mobilizacji, więc w sierpniu udał się pieszo do Królewca. Tam dostał rany w ramię i w tę samą nogę od odprysków bomby i przez prawie dwa lata musiał chodzić na kulach. Do początku września 1943 roku Mykoła Łukasz pracował jako księgowy i tłumacz w wydziale powiatowym magistratu, a następnie jako okręgowy kierownik ekonomiczny w pomocniczym biurze rolniczym. Ponadto wykładał język niemiecki na kursach dla młodzieży przy magistracie. Po zajęciu miasta przez Armię Czerwoną odbył tzw. filtrację, dostał wezwanie od komisariatu wojskowego w Charkowie i od 16 listopada 1943 do 26 listopada 1945 roku służył najpierw jako strzelec, a potem jako pisarz wojskowy w batalionie obsługi lotniskowej 53 pułku strzeleckiego I frontu ukraińskiego. Podczas forsowania Dniepra razem z kolegą żołnierzem uratował się, a reszta żołnierzy w czółnie zginęła. Na froncie Łukasz został zraniony w tę samą nogę. W czasie służby wojskowej  wypadało mu tłumaczyć z niemieckiego, litewskiego, łotewskiego oraz estońskiego języków. Także Łukasz pracował jako tłumacz w urzędzie repatriacji niemieckich jeńców wojennych.
Po demobilizacji wstąpił na wydział filologii francuskiej Charkowskiego instytutu pedagogicznego języków obcych. Studia ukończył z wyróżnieniem w czerwcu 1947 roku. W tym samym miesiącu zaczął wykładać w owym instytucie gramatykę historyczną niemieckiego i francuskiego. Wskutek odpowiedzi królewieckiej rady miejskiej na interpelację kierownictwa instytuckiego o działalności Łukasza w czasie okupacji został on zwolniony z pracy we wrześniu 1948 roku. Dalej pracował jako tłumacz  w Ukraińskim instytucie badawczym leśnictwa (Charków) od września 1948 do września 1949, dopóki przekładał z rumuńskiego, czeskiego i węgierskiego teksty, niezbędne dla dysertacji doktorskiej dyrektora instytutu. Od września 1949 do września 1951 Łukasz wykładał angielski i niemiecki w Charkowskim instytucie rolniczym. Od listopada 1950 do września 1953 – francuski i niemiecki na uniwersytecie charkowskim. Były to niestabilne i niewielkie zarobki. Po wysiedleniu z instytuckiego domu akademickiego Łukasz nie miał stałego mieszkania. Wiosną 1952 roku czytał lekcje w Ukraińskim Instytucie Poligraficznym im. Iwana Fedorowa.
Mając opublikowane przekłady, Mykoła Łukasz 2 czerwca 1956 roku został przyjęty do Związku Radzieckich Pisarzy Ukrainy (ZRPU). Rekomendacje mu dali Maksym Rylski, Łeonid Perwomajski, Marija Pryhara i Mykoła Tereszczenko. Pod koniec 1957 został wybrany członkiem biura sekcji przekładów literackich. W 1958 roku Łukasz przesiedlił się do Kijowa i został członkiem redakcji «Wseswitu». W 1958-1960 pracował jako kierownik działu poezji tego czasopisma. Zamieszkał najpierw w przyjaciół Ołesia Żołdaka i Jewy Narubynej, a potem dostał mieszkanie komunalne przy ulicy Kociubynskiego.
Wszystkie pieniądze wydawał na wyżywienie się i na książki, zebrał dużą i cenną bibliotekę. Był obojętny na ubrania. Nosił znoszony klasyczny garnitur lub strój sportowy. Nie miał ciepłego płaszcza zimowego ani czapki. Zimą chodził z gołą głową lub w sportowej czapce z pomponem, w znoszonym lekkim płaszczu albo kurtce brezentowej i w zdeptanych butach. Pił umiarkowanie. W domu nie trzymał jedzenia ani naczyń. Nigdy nie zamykał swojego pokoju. Na początku 1973 dostał mieszkanie jednopokojowe przy ulicy Suworowa i zrazu kazał wyrzucić kuchenkę gazową, żeby zwolnić miejsce na książki.
12 czerwca 1973 Mykoła Łukasz został wyłączony z ZPU. Z powodu tego, że w marcu tego roku wysłał list do wysokich instancji radzieckich w obronie Iwana Dziuby, skazanego na 5 lat więzienia i 5 lat zesłania za «działalność antyradziecką». Chodziło o pracę Dziuby «Internacjonalizm czy rusyfikacja?».

Przewodniczącemu Prezydium Rady Najwyższej Ukraińskiej SRR, Przewodniczącemu Sądu Najwyższego Ukraińskiej SRR oraz odpis do Prezydium zarządu NZPU

W związku z tym, że ja, niżej podpisany, w pełni podzielam poglądy pisarza Dziuby Iwana Mychajłowycza w pewnej sprawie oficjalnie nieistniejącej w naszym kraju, za którą, o ile mi wiadomo, został niedawno skazany przez jeden z kijowskich sądów ludowych i biorąc pod uwagę:

a) stan zdrowia skazanego;

b) tę okoliczność, że w owym okresie (którego końca nie możemy przewidzieć nawet w przybliżeniu) dla mnie osobiście trwanie w jakimkolwiek reżimie wydaje się niemal równowartościowym, a zatem mniej lub więcej obojętnym,

– pokornie proszę o pozwolenie mi odbyć zamiast wspomnianego Dziuby I. M. karę wyznaczoną przez sąd.

Z niezbytnym szacunkiem

Łukasz Mykoła Oleksijowycz, członek Związku pisarzy Ukrainy.

(m Kijów, ul. Suworowa 3, m. 31)

23.03.1973

List odniósł skutek, Iwan Dziuba został ułaskawiony (w listopadzie tego samego roku), a dla Mykoły Łukasza rozpoczął się bardzo trudny okres. Wtedy prawie nie miał środków do życia. Od 1973 do 1981 prace Łukasza faktycznie nie były publikowane (od 1979 zjawiają się niekiedy w czasopismach). Ze Słownika języka ukraińskiego zostały usunięte wszystkie odniesienia do Łukaszowych prac.
Łukasz kategorycznie nie godził się na polecenia kolegów przyznać się do błędności owego lista i poprosić ułaskawienia w sekretarza Komitetu Centralnego KPU w sprawach ideologicznych Wałentyna Małanczuka. Mykoła Bażan i Ołeś Honczar zabiegali przed pierwszym sekretarzem KPU Wołodymyrem Szczerbyckim o przywrócenie Łukaszowi możliwości pracować. Na to Szczerbycki odpowiedział, że KC KPU nie ma nic przeciwko Łukaszowi, że ta sprawa jest wyłącznie w kompetencji Związku Pisarzy. Faktycznie odmówił, bo w NZPU nikt nie zaryzykowałby załagodzić tę sprawę bez odpowiedniej wskazówki od władzy partyjnej.
W 1981 ukazało się pierwsze oddzielne wydanie tłumaczenia Mykoły Łukasza w okresie niewypowiedzianego «zakazu» – przedruk «Fausta» Goethego. Pierwsza nowa praca zobaczyła świat w 1984 roku. Był to zbiór poezji Apollinaire'a.
W 1987 roku Łukasz został ponowiony w NZPU.
Łukasz do końca życia pozostał nieżonatym. W ostatnich latach chorował na raka. Zmarł 29 sierpnia 1988 roku w Kijowie i został pochowany na cmentarzu Bajkowa. Pomnik na grobie – stelę z białego marmuru – postawiła Olha Petrowa, wykładowczyni w Akademii Kijowsko-Mohylańskiej. Po śmierci Łukasza jego siostra odstąpiła Muzeum literatury za symboliczną cenę ponad 3000 cennych książek z jego biblioteki.

## Twórczość
Już w szóstej i siódmej klasie Łukasz przetłumaczył kilka wierszy Heinricha Heinego, a w dziewiątej – «Pieśń Gretchen», którą po latach prawie bez zmian pomieścił w ostatecznej wersji «Fausta» Goethego. W ostatnich latach szkolnych zainteresował się poezją rosyjskich poetów «srebrnego wieku» Aleksandra Błoka, Walerija Briusowa, Konstantina Balmonta, Wiaczesława Iwanowa, Jurgisa Baltrušaitisa, Andrieja Biełego i oddawał ją w języku ukraińskim.
W 1941 Łukasz ukończył pierwszą część «Fausta» Goethego. W 1950 roku zachęcił go do dalszej roboty nad tym utworem list od Maksyma Rylskiego. W 1953 Łukasz zadebiutował powieścią André Stila «Pierwszy cios». W ciągu następnych dwóch lat opublikował przekłady z Maksima Gorkiego, Elina Pelina, Victora Hugo, Adama Mickiewicza, Miguela Cervantesa i Pantelejmona Matejewa. Pojawiają się krytyczne recenzje Łukasza.
Powieścią «Pierwszy cios» Łukasz zapoczątkował cykl książek dla dzieci. Dalej zostały opublikowane «Małym i starym o Włoszech i Rzymie» (1956), «Jakiej barwy są rzemiosła» (1960), «W niebie i na ziemi» (1966) Gianniego Rodariego; «Opowieść o tym, jak zając szukał odwagi» (1956) Vladimira Filipovića; «Dzieci francuskich dokerów» (1958) André Stila; «Rybak i Kot» (1959) Branka Ćopića; «Alicja w Krainie Czarów» (1960, przekłady wierszy) Lewisa Carrolla oraz «Jan Bibijan» (1961) Elina Pelina.
W 1955 prawdziwym wydarzeniem zostały publikacje «Pani Bovary» i «Fausta», dzieła wielowarstwowego, bardzo skomplikowanego i trudnego do przetłumaczenia, zwłaszcza jego drugiej części. Goethe tworzył «Fausta» przez 60 lat, posługiwał się różnymi stylami i leksyką, w tym także obsceniczną. Na odmianę od tłumaczy, którzy usunęli z dzieła oprócz wulgaryzmów wszystko, co uważali zbędnym, dostosowali go do jednego stylu, Łukasz pozostawił wszystko jak u Goethego. Za co trafił pod ostrą krytykę. Natomiast za granicą naukowcy i krytycy docenili walory przekładu i scharakteryzowali go jako jedną z najlepszych interpretacji «Fausta» w różnych językach.
W 1956 roku Łukasz wystąpił na republikańskiej naradzie tłumaczy z odczytem na temat stanu ukraińskich przekładów z literatur zachodnioeuropejskich. Jako jeden z pierwszych fachowców on poddał ostrej krytyce rozpowszechnioną i zachęcaną wtedy praktykę tłumaczenia nie z oryginału, lecz z odpowiednika rosyjskiego. Według takiej praktyki został zrobiony bardzo nieudany przekład Don Kichota,  opublikowany poprzedniego roku.
W 1959 opublikowano przekłady wierszy Roberta Burnsa, w 1962 – komedii Lope de Vegi «Owcze źródło» i «Pies ogrodnika».
W 1964 ukazuje się przekład «Dekameronu» Giovanniego Boccaccia, oddany bogatym, stylizowanym językiem. O trzy lata później zobaczyły świat przetłumaczone wiersze liryczne Friedricha Schillera oraz poemat dramatyczny Imre Madácha «Tragedia człowieka». W 1968 roku za ten utwór został nominowany na zdobycie Narodowej Nagrody imienia Tarasa Szewczenki. W tym samym roku ukazał się zbiór «Liryka» Paula Verlaine'a w tłumaczeniach Mykoły Łukasza, Maksyma Rylskiego i Hryhorija Koczura.
W 1969 został opublikowany w tłumaczeniach Łukasza zbiór wierszy Lorki, który wywarł znaczny wpływ na młodą poezję ukraińską. Cały duch tej książki był opozycyjny polityce rusyfikacji, praktykowanej przez rząd sowiecki. Minął okres tak zwanej odwilży i na tle narastającego ucisku ukraińskiej kultury nowatorskie zasady przekładu literackiego wprowadzone przez Łukasza były traktowane przez władzę jako wyzwanie dla niej. Więc na książkę popłynął potok negatywnych recenzji.
Za życia tłumacza ukazały się jeszcze takie książki jego przekładów: Guillaume Apollinaire, «Poezje», 1984; William Shakespeare, «Troilus i Kresyda», 1986; Jiří Wolker, «Poezje», 1986; Attila József, «Poezje», 1986.
Prace Łukasza są różnorodne. On przetłumaczył około stu autorów, na zdecydowaną większość z których przypadało stosunkowo niewiele utworów. Kalejdoskopowy charakter jego twórczości można wytłumaczyć chęcią przekazania ukraińskiemu czytelnikowi jak najwięcej dzieł literatury światowej. Taki wybór był ograniczony istotnymi czynnikami. Po pierwsze, sowiecka cenzura puszczała do druku przede wszystkim przekłady dzieł autorów z krajów socjalistycznych. Autorzy z krajów kapitalistycznych mieli być albo klasykami, albo komunistami. A jeśli nie komunistami, to ich dzieła miały potępiać system kapitalistyczny. Po drugie, sam Łukasz wybierał oryginały, które najlepiej pasowali do jego stylu pracy i światopoglądu. Miał na celu głosić w tłumaczeniach takie idee, których nie wolno było otwarcie wyrażać. Bardzo przykładowym jest niewielki, ale znaczący dorobek przekładów z literatury polskiej.
W tłumaczeniach poezji Adama Mickiewicza «Do Aleksandra Chodźki», «Do matki Polki», «Żaby i ich króle» ukraiński czytelnik odczuł ból polskiego poety, gorycz niewoli pod caratem, takiej samej jak pod władzą komunistyczną. I mógł przeprowadzać paralele między wykrzywieniami swojej codziennej rzeczywistości i tymi, co satyrycznie zmalował Julian Tuwim w wierszach «Bank», «Poeci tłumnie po kawiarniach zgromadzeni wyrażają swoje zdanie o pewnym tomie wierszy», «Rewolucja w Niemczech» i «Bal w operze». Ten ostatni poemat, bardzo trudny do przekładu, wysoko ocenił znany slawista Florian Nieuważny.
W 1990 roku ukazał się najpełniejszy na ten czas zbiór przekładów Łukasza «Od Boccaccia do Apollinaire'a». W 1995 zobaczyło świat tłumaczenie «Don Kichota» Miguela Cervantesa, ukończone i przygotowane do publikacji przez Anatola Perepadię.
Po śmierci Mykoły Łukasza w różnych czasopismach ukazało się ponad 300 dzieł literackich w jego przekładzie. W latach 1953–2003 publikacje utworów literackich (głównie poetyckich) w przekładach Mykoły Łukasza obejmują 445 publikacji, w tym 34 odrębne wydania przekładów i 411 publikacji w czasopismach. Opublikowano 18 oryginalnych dzieł literackich Łukasza oraz 18 jego prac z zakresu krytyki literackiej. Twórczości Mykoły Łukasza poświęcone są trzy odrębne publikacje i 435 artykułów w czasopismach.
Do siedmiu wierszy Burnsa, Apollinaire'a, Verlaine'a i Carrolla w przekładach Mykoły Łukasza zostały skomponowane piosenki. Sam on przetłumaczył libretta oper «Łucja z Lammermooru» Gaetana Donizettiego, «Don Giovanni» Wolfganga Amadeusa Mozarta, «Poskromienie złośnicy» Wissariona Szebalina (według jednoimiennej sztuki Szekspira) oraz «Cyrano de Bergerac» (skomponował Franco Alfano według dramatu Edmonda Rostanda).
Łukasz pracował także jako leksykograf. Zebrał bogatą kartotekę, która nie doczekała się publikacji. Ułożył słownik leksyki obscenicznej «Моя матюкологія» («Moja bluzgologia»), w którym słowo «ladacznica» miało 286 synonimów. Siostra Paraskewa spaliła ten słownik, bo uważała go za hańbę dla rodziny. W 2003 roku ukazał się słownik «Frazeologia przekładów Mykoły Łukasza».

## Przekłady opublikowane w oddzielnych książkach
- Стіль А. «Перший удар» (André Stil. Pierwszy cios). – К.: Держлітвидав УРСР, 1953
- Гете Й.-В. «Фауст» (Johann Wolfgang von Goethe. Faust). – К.: Держлітвидав УРСР, 1955
- Флобер Г. «Мадам Боварі» (Gustave Flaubert. Pani Bovary). – К.: Держлітвидав УРСР, 1955
- Гейне Г. «Вибрані твори» (Heinrich Heine. Wybrane). У 2 т. – Т. 1. – К.: Держлітвидав УРСР, 1956
- Родарі Дж. «Малим і старим про Італію і Рим» (Gianni Rodari. Małym i starym o Włoszech i Rzymie). – К.: Молодь, 1956
- Стіль А. «Діти французьких докерів» (André Stil. Dzieci francuskich dokerów). – К.: Дитвидав УРСР, 1958
- Бернс Р. «Вибране» (Robert Burns. Wybrane). – К.: Держлітвидав УРСР, 1959
- Чопич Б. «Рибалка і Кіт» (Branko Ćopić. Rybak i Kot). – К.: Дитвидав УРСР, 1959
- Керрол Л. «Аліса в Країні Чудес» (Lewis Carroll. Alicja w Krainie Czarów). – К.: Радянський письменник, 1960
- Родарі Дж. «Якого кольору ремесла» (Gianni Rodari. Jakiej barwy są rzemiosła). – К.: Дитвидав УРСР, 1960
- Єлін Пелін. «Ян Бібіян» (Elin Pelin. Jan Bibijan). – К.: Дитвидав УРСР, 1961
- Флобер Г. «Мадам Боварі. Побут провінції» (Gustave Flaubert. Pani Bovary). – К.: Держлітвидав УРСР,1961
- Лопе де Вега. «Овеча криниця, Собака на сіні» (Lope de Vega. Owcze źródło, Pies ogrodnika). – К.: Держлітвидав УРСР, 1962
- Тувім Ю. «Вибрані поезії».(Julian Tuwim. Wybrane) – Київ: Держлітвидав, 1963
- Боккаччо Дж. «Декамерон» (Giovanni Boccaccio. Dekameron). – К.: Дніпро, 1964
- Бернс Р. «Поезії» (Robert Burns. Poezje). – К.: Дніпро, 1965
- Родарі Дж. «У небі і на землі» (Gianni Rodari. W niebie i na ziemi). – К.: Веселка, 1966
- Мадач І. «Трагедія людини» (Imre Madách. Tragedia człowieka). – К.: Дніпро, 1967
- Шіллер Ф. «Лірика» (Friedrich Schiller. Liryka). – К.: Дніпро, 1967
- Верлен П. «Лірика» (Paul Verlaine. Liryka). – К.: Дніпро, 1968
- Боккаччо Дж. «Декамерон» (Giovanni Boccaccio. Dekameron). – К.: Дніпро, 1969
- Гарсіа Лорка Ф. «Лірика» (Federico García Lorca. Liryka). – К.: Дніпро, 1969
- Гете Й.-В. «Фауст» (Johann Wolfgang von Goethe. Faust) // Гете Й.-В. Твори. – Київ, 1969
- Гете Й.-В. «Фауст» (Johann Wolfgang von Goethe. Faust). – К.: Дніпро, 1981
- Аполлінер Г. «Поезії» (Guillaume Apollinaire. Poezje). – К.: Дніпро, 1984
- Боккаччо Дж. «Декамерон» (Giovanni Boccaccio. Dekameron). – К.: Дніпро, 1985
- Шекспір В. «Троїл і Крессіда» (William Shakespeare. Troilus i Kresyda)// Шекспір В. Твори в шести томах. – Т. 4. – К.: Дніпро, 1984—1986
- Волькер Ї. «Поезії» (Jiří Wolker. Poezje). – К.: Дніпро, 1986
- Йожеф А. «Поезії» (Attila József. Poezje). – К.: Дніпро, 1986
- Флобер Г. «Пані Боварі» (Gustave Flaubert. Pani Bovary)// Г. Флобер. Твори. В 2 т. – Т. 1. – Київ, 1987
- «Від Боккаччо до Аполлінера: Переклади М. Лукаша» (Od Boccaccia do Apollinaire'a. Przekłady M. Łukasza). – К.: Дніпро, 1990
- Родарі Дж. «У небі і на землі»} (Gianni Rodari. W niebie i na ziemi). – К.: Веселка, 1990
- Сервантес Сааведра М. де. «Премудрий гідальго Дон Кіхот з Ламанчі» (Miguel de Cervantes. Przedziwny Hidalgo Don Kichot z Manczy). Пер. з ісп. М. Лукаш, А. Перепадя. – К.: Дніпро, 1995
- Боккаччо Дж. «Декамерон» (Giovanni Boccaccio. Dekameron). – Дніпропетровськ: Січ, 2000
- Гете Й.-В. «Фауст» (Johann Wolfgang von Goethe. Faust). // Гете Й.-В. Фауст; Лірика. – Київ, 2001
- Флобер Г. «Пані Боварі; Проста душа» (Gustave Flaubert. Pani Bovary). – Харків: Фоліо, 2002
- Боккаччо Дж. «Декамерон» (Giovanni Boccaccio. Dekameron). – Харків: Фоліо, 2003
- Шіллер Й. Ф. «Лірика, драми» (Friedrich Schiller. Liryka, dramaty). – Харків: Фоліо, 2004
- Сервантес Сааведра М. де. «Премудрий гідальго Дон Кіхот з Ламанчі» (Miguel de Cervantes. Przedziwny Hidalgo Don Kichot z Manczy). – К.: Дніпро, 2005
- Флобер Г. «Пані Боварі; Проста душа» (Gustave Flaubert. Pani Bovary). – Харків: Фоліо, 2005
- Сервантес Сааведра М. де. «Премудрий гідальго Дон Кіхот з Ламанчі» (Miguel de Cervantes. Przedziwny Hidalgo Don Kichot z Manczy). – Харків: Фоліо, 2008

## Własne prace
Łukasz pisał wiersze i opowiadania, ale sam niewysoko je cenił, więc nie oddawał do druku. Łeonid Czerewatenko zebrał różne epigramaty Mykoły Łukasza i w 2003 roku opublikował je pod tytułem «Шпигачки» («Zadziorki»).
- «Шпигачки». К. : Ярославів Вал, 2003, 240 s. ISBN 966-8135-05-9.

## Nagrody
- 1988 – Nagroda imienia Maksyma Rylskiego za przekłady na język ukraiński «Dekameronu» G. Boccaccia, «Fausta» J. W. Goethego, «Madame Bovary» G. Flauberta i innych.
- 1993 – Ukraińsko-francuska nagroda literacka imienia Mykoły Zerowa «za najlepszy przekład ukraiński z literatury francuskiej» (pośmiertnie).

## Upamiętnienie
- W 1989 roku redakcja czasopisma «Wseswit» ustanowiła nagrodę literacką imienia Mykoły Łukasza «Ars Translationis» za najlepszy przekład literacki lub artykuł o sztuce przekładu opublikowany w tym czasopiśmie[3].
- W 1999 roku imieniem Łukasza została nazwana Komisja Literatury Światowej Towarzystwa Naukowego imienia Tarasa Szewczenki we Lwowie[16].
- W 2003 ukazała się książka wspomnień Bohdana Żołdaka o wybitnym tłumaczu «Pod gwiazdą Łukasza».
- Dekretem prezydenta Ukrainy z dnia 7 sierpnia 2009 r. nr 594/2009 wyznaczono zadanie uhonorowania Mykoły Łukasza w związku z 90. rocznicą jego urodzin, w szczególności opublikowanie pełnego zbioru przekładów, utrwalających pamięć w jego ojczyźnie[17].
- W 2009–2011 wydawnictwo «Akademia kijowsko-mohylańska» opublikowało dwa tomy wspomnień 137 osób o Łukaszu «Nasz Łukasz». Książka została nagrodzona dyplomem II stopnia konkursu «Najlepsza książka Ukrainy» w nominacji «Życie znamienitych» [7].
- W Królewieckiej szkole średniej Nr 5 odsłonięto tablicę pamiątkową.
- Imieniem tłumacza nazwano ulice w Kijowie (2017), Lwowie (1993) i Sumach (2016).
- Uchwała Rady Najwyższej Ukrainy 2654-VIII «O obchodach pamiętnych dat i rocznic w 2019 roku» uhonorowano Mykołę Łukasza w związku z setną rocznicą jego urodzin[18].
- W ciągu 2019 roku w różnych częściach Ukrainy, a także w Polsce, Niemczech, Australii i Szwecji odbywał się festiwal «Lukash Fest». Z okazji setnej rocznicy urodzin Mykoły Łukasza zorganizowano szereg imprez.
- W 2019 roku z okazji setnej rocznicy urodzin Łukasza Narodowy Bank Ukrainy wyemitował okolicznościową monetę o nominale 2 hrywien.